# Furacão Charlie (1951)
O Furacão Charlie foi um furacão categoria 4 na escala de furacões de Saffir-Simpson.
Ocorreu em 1951 durante a época de furacões do Atlântico, causando um dos piores desastres já ocorridos à população jamaicana.
Em sua totalidade o furacão causou pelo menos 252 mortes e 580 milhões de dólares de danos.